# Thousand-yard stare

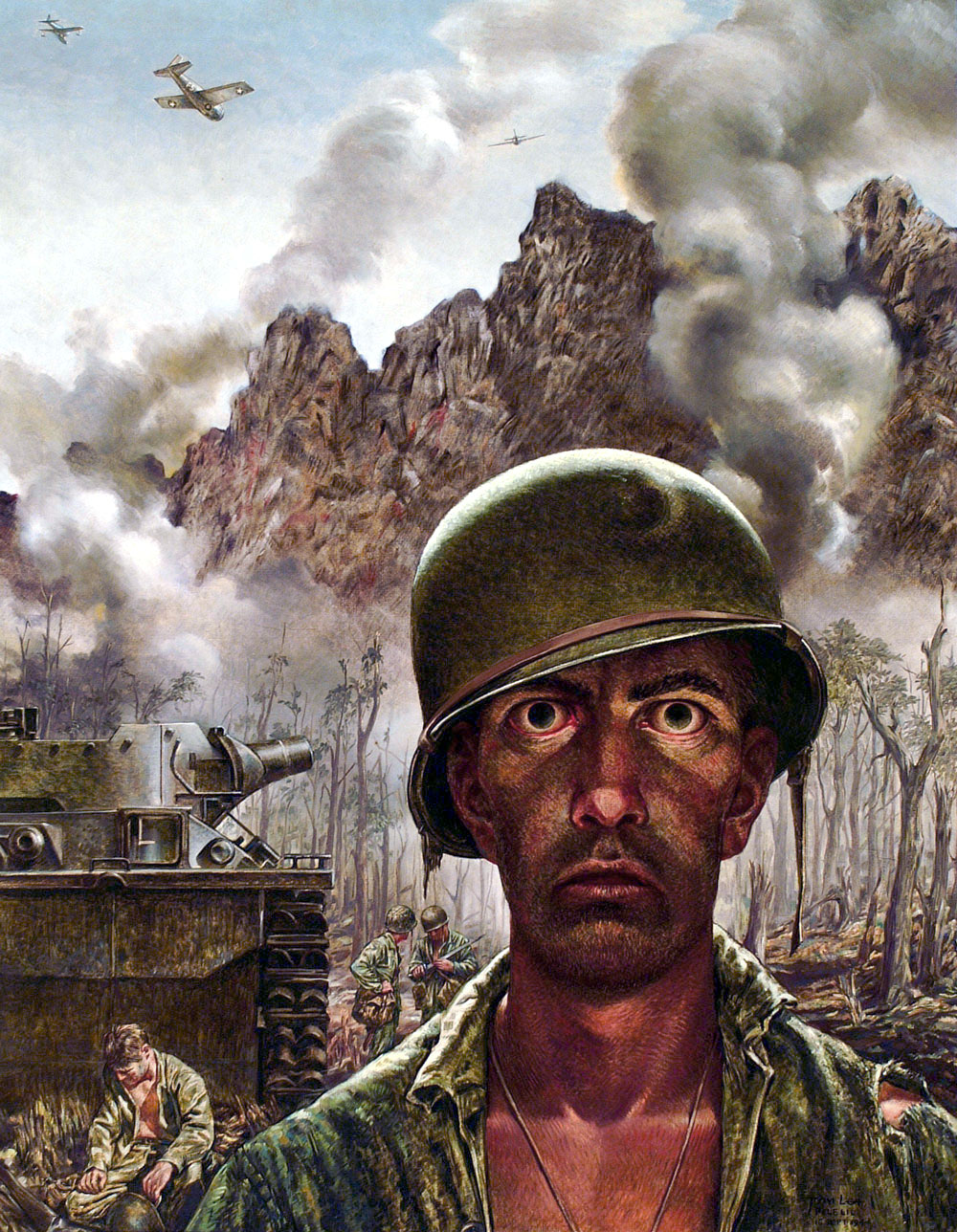
L'illustrazione intitolata The 2000 Yard Stare, opera di Thomas Lea.

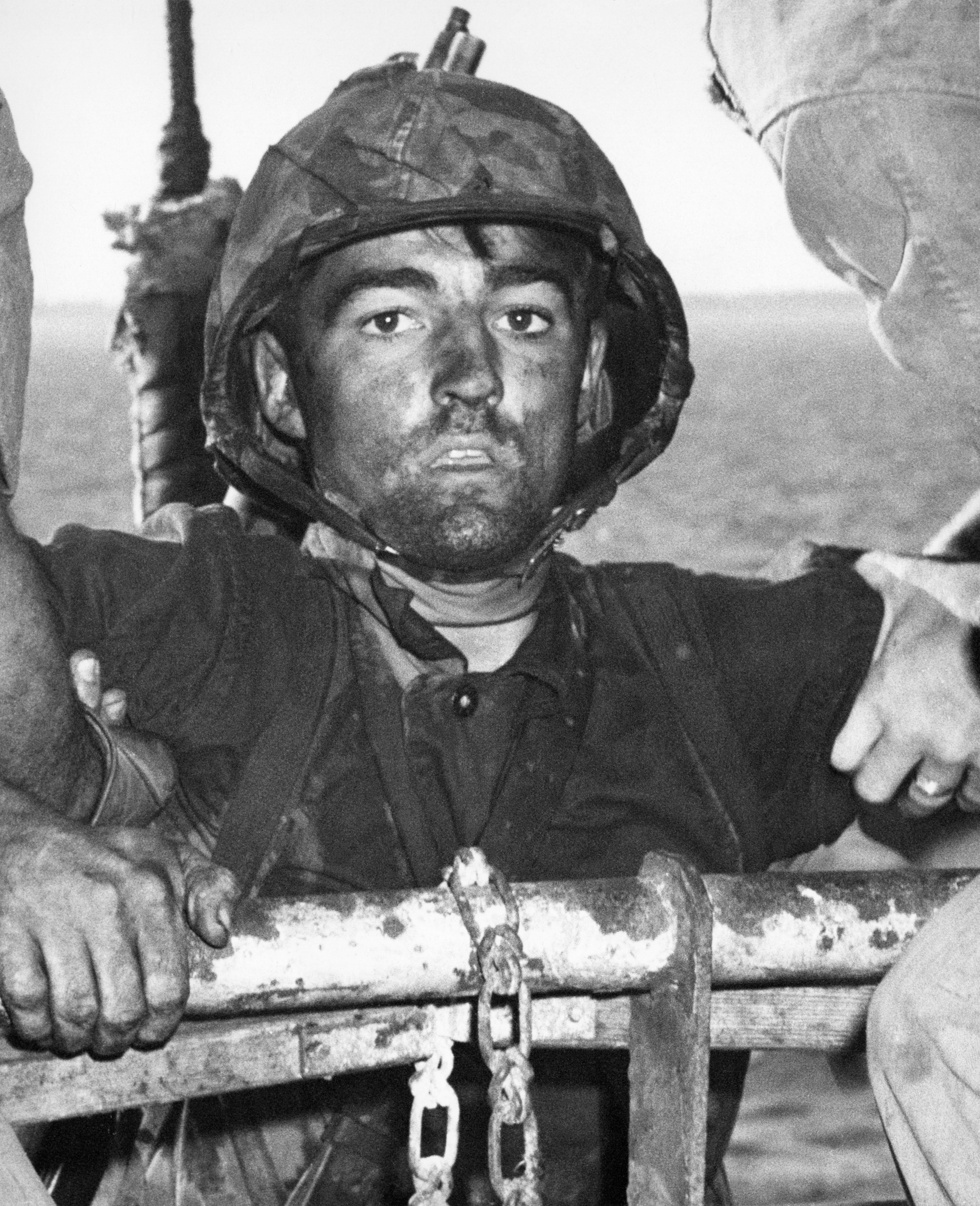
Lo sguardo di questo marine, fotografato nel febbraio 1944 ed esausto dopo due giorni di scontri continui nella battaglia di Eniwetok, è un tipico esempio di thousand-yard stare.

L'espressione thousand-yard stare o two-thousand-yard, in inglese letteralmente "sguardo a mille iarde", è una locuzione spesso utilizzata per descrivere l'espressione neutra e imbambolata assunta da alcuni soldati diventati momentaneamente (e spesso per lungo tempo) emozionalmente distaccati dagli avvenimenti, spesso tragici, che li circondano. Nel tempo la frase è stata utilizzata più in generale per descrivere lo sguardo dissociato presente in vittime di altri tipi di trauma.

## Origine

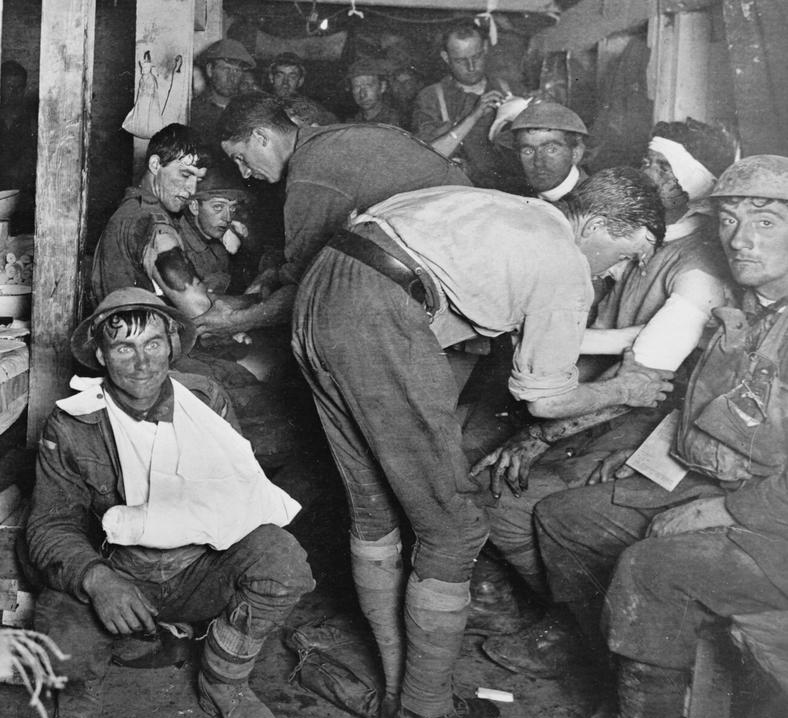
Soldati australiani fotografati in una stazione di medicazione vicino a Ypres (Belgio) nel 1917. Il soldato ferito in basso a sinistra esibisce un tipico esempio di thousand-yard stare.

L'espressione divenne popolare dopo che, nel suo numero del 11 giugno 1945, la rivista Life pubblicò il dipinto Marines Call It That 2,000 Yard Stare, opera dell'artista e corrispondente di guerra Tom Lea, allora impegnato nella seconda guerra mondiale, sebbene comunque nella rivista non ci si riferisse all'opera con quel titolo. Il dipinto è in particolare il ritratto effettuato nel 1944 di un anonimo marine impegnato nella battaglia di Peleliu ed è oggi appeso nella base di Fort Lesley J. McNair, a Washington D.C., quartier generale dello United States Army Center of Military History. Circa l'identità del soggetto rappresentato, Lea ha dichiarato:
Raccontando il suo arrivo in Vietnam nel 1965, Joe Houle, allora caporale e che nel 2002 è diventato direttore del museo del Corpo dei Marines delle Caroline, ha detto di non aver visto alcuna emozione negli occhi della sua nuova squadra ("Dallo sguardo nei loro occhi sembrava che la vita gli fosse stata succhiata via") imparando in seguito che quella condizione veniva chiamata "the 1,000-yard stare". "Dopo aver perso uno dei miei amici", ha dichiarato ancora, "ho capito che era un bene essere distaccati".

## Condizione psicologica
Alcuni dei sintomi più evidenti che mostrano le persone affette da disturbo da stress post-traumatico sono una marcata introversione e un altrettanto importante senso di tristezza, quasi una totale incapacità di provare alcuna gioia, che le rende incapaci di gioire anche per cose che in passato le rendevano felici. Spesso queste persone evitano quindi la compagnia, preferendo evitare ogni cosa che possa portargli alla memoria l'evento traumatico subito e, se impegnate in una conversazione, capita spesso che esse appaiano per lunghi momenti assenti e distaccate, come se stessero rivivendo tragici eventi, esibendo proprio il cosiddetto "thousand-yard stare". Per questo, tale sguardo osservato nei soldati, o comunque nelle vittime di eventi violenti e fortemente segnanti, è considerato indicatore di una possibile futura diagnosi di disturbo da stress post-traumatico.